# Schefflera peruviana
Schefflera peruviana là một loài thực vật có hoa trong Họ Cuồng cuồng. Loài này được Aspl. miêu tả khoa học đầu tiên năm 1932.